# Straight Frank
Straight Frank ist eine schwedische Rockband aus Stockholm. Die Band wurde 2008 gegründet und steht bei Sony Music unter Vertrag. Die Diskografie von Straight Frank umfasst zwei Studioalben.

## Geschichte
Im Jahre 2008 trafen sich der Sänger und Gitarrist Tobias Gustavsson, der Bassist Henrik Edenhed und der Schlagzeuger Kasper Lindgren bei einem Showcase für eine Rock-’n’-Roll-Band in Stockholm. Nach dem Konzert kamen die Musiker miteinander ins Gespräch und trafen sich später zu einigen Jamsessions, aus denen schließlich die Band Straight Frank wurde. Die drei Musiker waren zuvor als Musiker, Produzenten und Songwriter für andere Künstler tätig. Kasper Lindgren spielte zuvor bei Prime STH. Henrik Edenhed mischte Alben für Bands wie Lambretta, A*Teens und Sister Sin. Tobias Gustavsson spielte in der Band Itchycoo und war als Livemusiker mit den No Angels, Pink und Kylie Minogue unterwegs.
Innerhalb weniger Monate wurden die auf der Myspace präsentierten Lieder über 50.000 Mal angehört. Das Debütalbum And We Walked by With a Bag Full of Money sollte im Jahre 2009 erscheinen. Nachdem die Presse mit Promo-CDs bemustert und das Album mit guten Kritiken versehen wurde, musste die Plattenfirma Bodog Music jedoch Insolvenz anmelden, wodurch das Album nicht veröffentlicht wurde. Vergeblich versuchten die Musiker, die Rechte an dem Album zurückzubekommen.
Im Jahre 2010 wurden Straight Frank vom Major-Label Sony Music unter Vertrag genommen und schrieben neue Lieder. Während des folgenden Jahres spielte die Band zahlreiche Konzerte in Schweden und Deutschland, unter anderem im Vorprogramm von Alice Cooper und Deep Purple. Ende 2011 nahm die Band ihr selbstbetiteltes, zweites Studioalbum auf. Die Bandbesetzung wurde vom Gitarristen Jonny Wemmenstedt, der hauptberuflich als Tätowierer arbeitet, komplettiert. Das Album Straight Frank wurde am 27. Januar 2012 veröffentlicht.

## Stil
Sänger und Gitarrist Tobias Gustavsson nennt den Hard Rock der 1970er und 1980er Jahre sowie Grunge als die Haupteinflüsse der Band. Als Referenzbands nannte er in einem Interview Bands wie AC/DC, Danko Jones, Audioslave, die Red Hot Chili Peppers, Whitesnake, Kiss und Twisted Sister.

## Diskografie
- 2009: And We Walked by With a Bag Full of Money
- 2012: Straight Frank